# Кольцов Михайло Юхимович

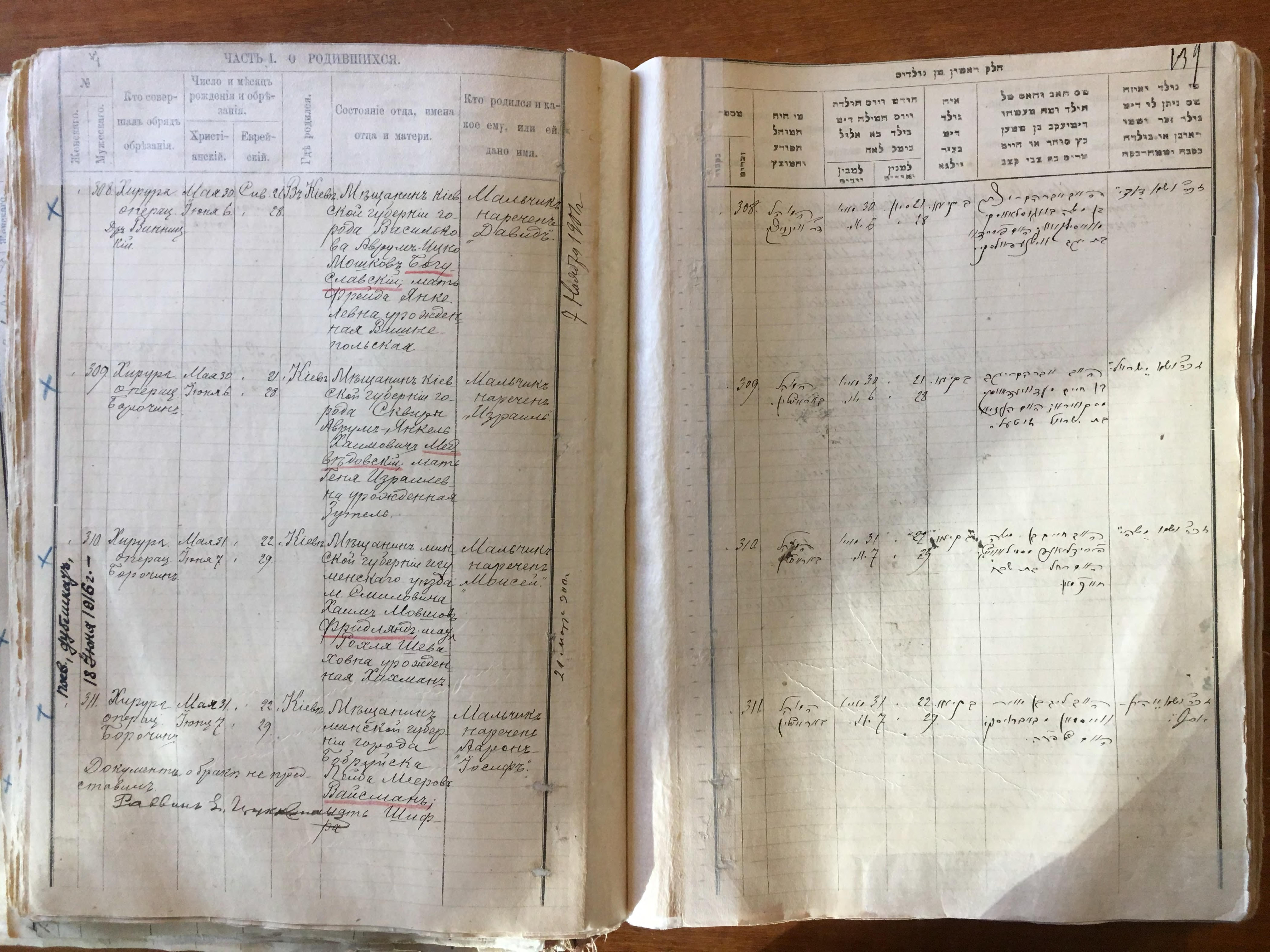
Запис № 310 в метричній книзі Київського рабинату за 1898 рік про народження Мойсея Хаїмовича Фрідлянда (Михайла Кольцова)

 Миха́йло Юхи́мович Кольцо́в (рос. Михаи́л Ефи́мович Кольцо́в; ім'я при народженні Мойсе́й Ха́їмович Фрі́длянд, псевдонім в Іспанії — Міґель Мартінес; 31 травня (12 червня) 1898 , Київ, Київська губернія, Російська імперія  — 2 лютого 1940 , Москва ) — російський радянський журналіст, депутат Верховної Ради РРФСР.

## Життєпис
Народився 31 травня (12 червня) 1898 року в Києві. Батьки — Фрідлянд Хаїм Мовшевич (Юхим Мойсейович) (1860–1945), ремісник-взуттьовик, міщанин Мінської губернії Ігуменського повіту містечка Смиловичі, та Рохля Шевахівна, уроджена Хахман (Рахіль Савеліївна) (1880–1969). Після переїзду батьків у Білосток навчався в реальному училищі, де разом з молодшим братом Борисом видавали рукописний шкільний журнал: брат (майбутній художник і карикатурист Борис Єфімов) робив світлини до видання, а Михайло — редагував.
У 1915 році вступив до Психоневрологічного інституту в Петрограді. Друкуватися в газетах почав з 1916 року.
Активний учасник Лютневої революції і Жовтневого перевороту. З початку 1917 співпрацював у петроградських журналах. У лютому 1917 року в брошурі «Як Росія звільнилася» під псевдонімом «Мих. Юхимович» захоплено оцінив створення Тимчасового уряду і роль О. Ф. Керенського.
Член РКП (б) з 1918 року (з рекомендацією А. В. Луначарського), в тому ж році заявив про вихід з партії, відкритим листом до «Кіногазети», пояснюючи, що йому не по дорозі з радянською владою та її комісарами, проте в кінці того ж року виявляється в зайнятому німецькими військами Києві у складі радянської дипломатичної місії.
На початку 1918 року очолював групу кінохроніки Наркомату освіти. З 1919 року служив у Червоній Армії, співпрацював в одеських газетах і в київській армійській газеті «Червона Армія». З 1920 року працював у відділі друку Наркомату закордонних справ. Спеціальний кореспондент ряду періодичних видань, у тому числі газети «Правда» (1922–1938).
Багато працював в жанрі політичного фейлетону. Часто виступав з сатиричними матеріалами і був найвідомішим журналістом СРСР. Засновник і редактор журналу «Огонёк», редактор журналу «За кордоном», член редколегії «Правди» і «За кермом», керівник Журнально-газетного об'єднання. Співробітник сатиричного журналу «Бегемот». Творець сатиричного журналу «Крокодил». Творець і незмінний головний редактор гумористичного журналу «Чудак», в якому вів постійну рубрику «Календар Чудака».
Він показав себе майстром фейлетону, образного, стиснутого, захоплюючого стилю, який іронією, парадоксами і гіперболами блискуче посилював політичну спрямованість його творів.
Під час перебування редактором «Огонька» (1927) придумав і реалізував практично унікальний літературний проект — створення колективного роману-буриме «Великі пожежі». 25 письменників і журналістів (у тому числі і сам Кольцов) послідовно пишуть по одному розділу, які тут же друкуються в журналі. Роман вийшов цікавий, проте, для того історичного періоду нежиттєздатний. Неважко здогадатися, що в разі арешту хоча б одного учасника роман видаватися не буде. Репресованими виявилося шестеро, тому окремою книгою «Великі пожежі» вийшли тільки в 2009 році.
Керівник іноземного відділу в Спілці письменників СРСР. Відвідав багато країн світу, з них деякі — нелегально. Делегат міжнародних конгресів на захист культури в Парижі (1935) і в Барселоні (1937, керівник радянської делегації). З 1938 — депутат Верховної Ради РРФСР.
Кольцов написав близько 2000 газетних статей на актуальні теми внутрішньої і зовнішньої політики. З 1928 по 1936 тричі виходили багатотомні зібрання його творів.

## Іспанія
Під час Громадянської війни 1936–1939 років був спрямований до Іспанії, як кореспондент «Правди» і одночасно негласний політичний представник влади СРСР при республіканському уряді. В Іспанії активно брав участь у подіях, як організатор опору заколотникам. Іспанські газетні рапортажі послужили основою книги «Іспанський щоденник» (1938), де про легальну частину своєї роботи Кольцов розповів від першої особи, а про таємну — як про діяльність мексиканського комуніста Мігеля Мартінеса. Проводячи лінію Сталіна в міжнародному робітничому русі, в публікаціях дискредитував «троцькістів», звинувачуючи їх у тому числі в тому, що вони знаходяться на службі у Фаланги і фашизму. У романі Е. Хемінгуея «По кому подзвін» М. Кольцов виведений під ім'ям Каркова.

## Арешт і загибель
В 1938 році був відкликаний з Іспанії і в ніч з 12 на 13 грудня того ж року заарештований в редакції газети «Правда». Дружина наркома Єжова — Євгенія була редактором «Ілюстрованої газети», і Кольцов, як член редколегії і часто головний редактор «Правди», зустрічався з нею. Одного разу нарком Єжов навіть брав Кольцова разом з Бабелем на свою дачу. На очній ставці з Кольцовим тепер уже колишній нарком Єжов показав: «Я зрозумів, що Єжова пов'язана з Кольцовим по шпигунській роботі на користь Англії». Як і інші, Кольцов не витримав тортур і сам обмовив понад сімдесят учасників «змови». «Мені були відомі деякі політичні настрої Кольцова, його морально побутове розкладання», — відзначала журналістка Ольга Войтинська у своєму листі до Сталіна в січні 1939 року.
Як розповідав Костянтин Симонов в «Очима людини мого покоління»:
|  | У сорок дев'ятому році … Фадєєв в хвилину відвертості … сказав мені, що … через тиждень або два після арешту Кольцова, написав коротку записку Сталіну про те, що багато письменників, комуністи і безпартійні, не можуть повірити у винність Кольцова і сам він, Фадєєв, теж не може в це повірити, вважає за потрібне повідомити про це широко поширене враження від того, що сталося в літературних колах Сталіну і просить прийняти його. За деякий час Сталін прийняв Фадєєва. — Значить, ви не вірите в те, що Кольцов винен? — Запитав його Сталін. Фадєєв сказав, що йому не віриться в це, не хочеться в це вірити. — А я, думаєте, вірив, мені, думаєте, хотілося вірити? Не хотілося, але довелося повірити. Після цих слів Сталін викликав Поскребишева і наказав дати Фадєєву почитати те, що для нього відкладено. — Підіть, почитайте, потім зайдете до мене, скажете про своє враження, — так сказав йому Сталін … Фадєєв пішов разом з Поскребишева в іншу кімнату, сів за стіл, перед ним поклали дві папки показань Кольцова. Показання, за словами Фадєєва, були жахливі, з визнаннями в зв'язку з троцькістами, з поумовцями. … Коли подивився все це, мене ще раз викликали до Сталіна, і він запитав мене: — Ну як, тепер доводиться вірити? — Доводиться, — сказав Фадєєв. — Якщо будуть питати люди, яким потрібно дати відповідь, можете сказати їм про те, що ви знаєте самі, — уклав Сталін і з цим відпустив Фадєєва. |

1 лютого 1940 Кольцов був засуджений до смертної кари за звинуваченням у шпигунстві.
Деяким дослідникам ця акція Сталіна здається незбагненною, оскільки Кольцов на їхню думку, фанатично вірив Сталіну. Досить імовірно, що Кольцов був усунутий як свідок таємних операцій НКВД в Іспанії — безпосередньою причиною арешту послужив лист Сталіну генерального секретаря інтербригад в Іспанії Андре Марті, який звинувачував Кольцова у зв'язках з ПОУМ і, побічно, в шпигунстві. Міг позначитися опублікований на початку 1920-х років темпераментний нарис про Льва Троцького.
За офіційною версією М. Кольцов розстріляний в лютому 1940 року; в довідниках 1960–70-х років вказувався 1942 і 1938 роки. У 1954 році реабілітований. З 1956 року твори М. Кольцова знову широко видавалися в СРСР. Багато статей та фейлетонів 1920-х років залишаються неперевиданими.

## Родина
Кольцов був одружений тричі. Перша дружина — актриса Віра Юренєва (1918–1922), друга дружина — Єлизавета Ратманова-Кольцова (разом з чоловіком працювала в Іспанії) (1924–1930), третя дружина (цивільна) — німецька письменниця-комуністка Марія Остен (1932–1937).
Двоюрідний брат радянського фотографа та журналіста Семена Фрідлянда, рідний брат художника-карикатуриста Бориса Єфімова. В останні роки жив у Будинку на набережній у Москві (вулиця Серафимовича, 2).

## Нагороди
Нагородждений орденами Червоного Прапора і Червоної Зірки.